# بزرگراه امام علی (تهران)

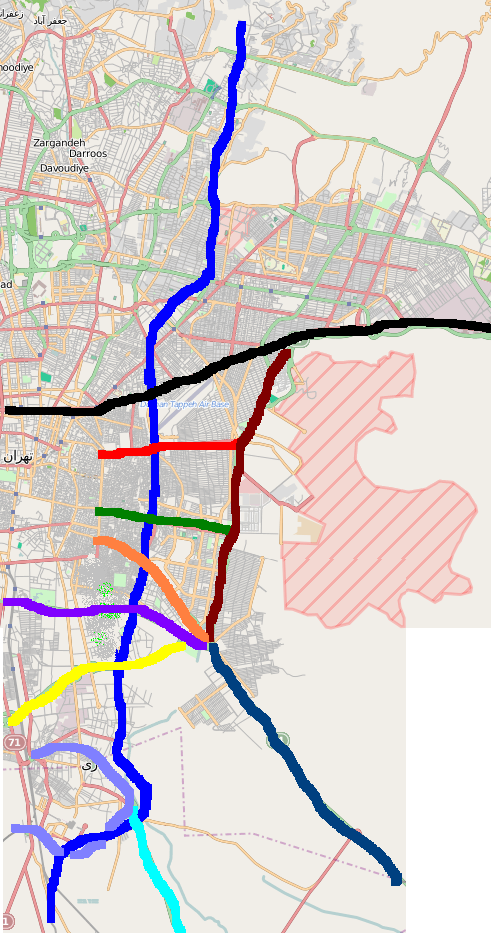
بزرگراه امام علی
خیابان دماوند
بزرگراه افسریه
خیابان پیروزی
بزرگراه محلاتی
خیابان خاوران
بزرگراه بعثت
بزرگراه آزادگان
بزرگراه امام رضا
بزرگراه آوینی و کریمی
جاده ورامین

بزرگراه امام علی (نام پیشین: بزرگراه دارآباد از منطقه ۱ تا ۸ - بزرگراه شرق از منطقه ۱۳ تا ۱۵ ) با کد  بزرگراه ۱۳ تهران بعد از بزرگراه آزادگان دومین بزرگراه بلند شهر تهران و یکی از مهم‌ترین شاه‌ راه‌ های این شهر است که شمال‌شرق تهران را به جنوب آن متصل می‌کند. این بزرگراه از بالادست تقاطع بزرگراه ارتش در دارآباد آغاز و به بزرگراه آوینی و بزرگراه کریمی و از پل آوینی تا بزرگراه هاشمی امتداد یافته‌است. این بزرگراه به دلیل این که شمالی‌ترین نقطه تهران را به جنوبی‌ترین نقطه متصل می‌کند بسیاری از بزرگراه‌ها و خیابان‌های مواصلاتی شرقی-غربی را قطع کرده و این امر باعث دسترسی سریع‌تر به دیگر نقاط تهران می‌گردد. بزرگراه امام علی همانند یک حلقه ارتباطی در بین بسیاری از شریان‌های اصلی شهر تهران ایفای نقش می‌نماید.
کار تملیک و تخریب املاک معارض و ساخت بزرگراه امام علی در دهه شصت آغاز شد و قسمت‌هایی از این بزرگراه ساخته شد، اما این قسمت‌ها به هم پیوسته نبودند. تکمیل پروژهٔ بزرگراه امام علی با پیمانکاری شرکت ایرانشهر در دورهٔ شهرداری محمدباقر قالیباف از اوایل سال ۱۳۹۰ آغاز شد و در تاریخ ۳ خرداد ۱۳۹۲ توسط شهردار افتتاح شد. طول این بزرگراه ۳۵ کیلومتر بوده و دارای ۴۰ پل در ۲۵ تقاطع است. بزرگراه امام علی دارای هشت مسیر تندرو در تراز منفی یک و شش مسیر کندرو در تراز صفر است که دو مسیر تندرو برای راه اندازی سامانه اتوبوس‌های تندروی تهران پیش‌بینی شده‌است. این بزرگراه از مناطق ۴، ۷، ۸، ۱۳، ۱۴، ۱۵ و ۲۰ شهرداری تهران عبور می‌کند. همچنین تونل امیرکبیر که بزرگراه امام علی را به سه‌راه امین‌حضور متصل می‌کند، در مسیر این بزرگراه قرار دارد.
شهرداری تهران در جریان ساخت این بزرگراه به دلیل عبور بزرگراه از بافت متراکم شهر حدود هفت‌هزار واحد ساختمانی را که در مسیر این طرح بود خریداری کرد. اما به علت تعداد زیاد معارضان در حد فاصل بلوار نیکنام تا بزرگراه محلاتی، بزرگراه به صورت دو طبقه ساخته شده‌است که مسیر شمال به جنوب از تراز منفی یک و مسیر جنوب به شمال از تراز صفر عبور می‌کند. در این پروژه بیش از ۱۲۰۰ میلیارد تومان برای رفع معارضان هزینه شده‌است.
مسیر اتوبوس‌های تندروی خط ۹ تهران در این بزرگراه فعالیت می‌کند. این سامانه از بزرگراه ارتش در شمالی‌ترین نقطه تا جنوبی‌ترین نقطه در شهرری فعالیت دارد. همچنین در فاصله هر ۱۲۰۰ متر یک ایستگاه قرار گرفته‌است.
محل احداث این بزرگراه در سالهای پیش مسیر عبور سیلاب بوده و اکنون نیز بخش‌هایی از آن به صورت کانال در وسط بزرگراه مشاهده می‌گردد.
بر روی این بزرگراه چهل عدد پل ماشین رو وجود دارد که ۳۱ عدد آن بر اساس نام استان های ایران و ۹ عدد آن بر اساس کوه های بلند کشور نام گذاری شده اند. برخی از این پل ها توسط کنار گذر و یا تقاطع با بزرگراه ارتباط دارند و برخی بدون ارتباط ماشین های محله های اطراف را متصل میکند و برخی دیگر دوربرگردان هستند.تقاطع ها

## تقاطع
| از شمال به جنوب                                | از شمال به جنوب                   |
| ---------------------------------------------- | --------------------------------- |
|                                                | کوچه صحرا شرقی                    |
|                                                | بلوار افتخاری (دارآباد)           |
| پل ۱:استان آذربایجان شرقی                      | بزرگراه ارتش بلوار مژدی           |
| پل ۲:استان آذربایجان غربی(ارومیه)              | خیابان گلشن                       |
| BRT 9 ایستگاه گلشن                             |                                   |
| پل ۳:استان اردبیل                              | بزرگراه بابایی بزرگراه صدر پل صدر |
| BRT 9 ایستگاه لویزان                           |                                   |
| پل ۴:استان اصفهان                              | خیابان شعبانلو                    |
| BRT 9 ایستگاه شیان                             |                                   |
| BRT 9 ایستگاه حسین آباد و مبارک آباد           |                                   |
| پل ۵:استان البرز                               | خیابان شیان                       |
| پل ۶:استان ایلام                               | بزرگراه زین‌الدین                  |
| BRT 9 ایستگاه مجیدیه                           |                                   |
| BRT 9 ایستگاه فرجام                            |                                   |
| پل ۷:استان بوشهر                               | خیابان فرجام                      |
| پل ۸:استان تهران پل ۹:استان چهارمحال و بختیاری | بزرگراه رسالت                     |
| پل ۱۰:استان خراسان جنوبی                       | خیابان گلبرگ                      |
| BRT 9 ایستگاه فدک                              |                                   |
|                                                | خیابان مدنی                       |
| پل ۱۱:استان خراسان رضوی                        | خیابان مسیل باختر                 |
| پل ۱۲:استان خراسان شمالی                       | خیابان حیدری                      |
| پل ۱۳:استان خوزستان                            | خیابان فتاحی                      |
| BRT 9 ایستگاه سبلان                            |                                   |
| پل ۱۴:کوه دماوند پل ۱۵:استان زنجان             | خیابان سبلان                      |
| پل ۱۶:استان سمنان                              | خیابان مطلب نژاد                  |
| پل ۱۷:استان سیستان و بلوچستان                  | خیابان اکبر نژاد                  |
| BRT 9 ایستگاه اکبرنژاد                         |                                   |
| پل ۱۸:استان فارس                               | خیابان پازوکی                     |
| دوربرگردان پل ۱۹:علم کوه                       |                                   |
| BRT 9 ایستگاه مدنی                             |                                   |
| پل ۲۰:استان قزوین                              | خیابان مدنی                       |
| دوربرگردان پل ۲۱:کوه سبلان                     |                                   |
| پل ۲۲:استان قم                                 | خیابان شیرین اصفهانی              |
| پل ۲۳:استان کردستان                            | خیابان دماوند                     |
| BRT 9 ایستگاه دماوند                           |                                   |
| دوربرگردان پل ۲۴: استان کرمان                  |                                   |
| پل ۲۵:استان کرمانشاه                           | خیابان صفا                        |
| BRT 9 ایستگاه صفا                              |                                   |
| دوربرگردان پل ۲۶: کوه دنا                      |                                   |
| BRT 9 ایستگاه پیروزی                           |                                   |
| پل ۲۷:استان کهگیلویه و بویراحمد                | خیابان پیروزی                     |
| ایستگاه متروی ابن سینا                         |                                   |
| دوربرگردان پل ۲۸:کوه لاله زار                  |                                   |
|                                                | تونل امیرکبیر                     |
| پل ۲۹:اشتران کوه                               | خیابان عزیزی                      |
| BRT 9 ایستگاه نیکنام                           |                                   |
| پل ۳۰:کوه تفتان                                | خیابان نیکنام                     |
| دوربرگردان پل ۳۱:کوه دالاهو                    |                                   |
| BRT 9 ایستگاه پاسدار گمنام                     |                                   |
| دوربرگردان پل ۳۲:کوه آبیدر                     |                                   |
| BRT 9 ایستگاه آهنگ                             |                                   |
| پل ۳۳:دولاب                                    | بزرگراه محلاتی                    |
| پل ۳۴:استان گیلان                              | خیابان گل شناس                    |
| BRT 9 ایستگاه دولاب                            |                                   |
| پل ۳۵:استان لرستان                             | خیابان حسینی                      |
| BRT 9 ایستگاه خاوران                           |                                   |
| پل ۳۶:استان مازندران                           | خیابان خاوران                     |
| پل ۳۷:استان مرکزی                              | خیابان ملایری                     |
| BRT 9 ایستگاه ابراهیمی                         |                                   |
| پل ۳۸:استان هرمزگان                            | خیابان ابراهیمی                   |
| BRT 9 ایستگاه رضایی                            |                                   |
| پل ۳۹:استان همدان                              | خیابان رضایی                      |
| پل ۴۰:استان یزد                                | بزرگراه بعثت                      |
| BRT 9 ایستگاه بروجردی                          |                                   |
|                                                | بزرگراه آزادگان                   |
| BRT 9 ایستگاه توسکا                            |                                   |
|                                                | بزرگراه رستگار                    |
| BRT 9 ایستگاه معدن                             |                                   |
|                                                | بزرگراه کریمی                     |
| از جنوب به شمال                                |                                   |

## حادثه خیزی
این بزرگراه پس از بزرگراه آزادگان و به دلایل مختلف از جمله عبور عابرین پیاده از عرض جاده به جای استفاده آنان از پل هوایی، دومین محور حادثه خیز تهران است. رتبه سوم حادثه خیزی تهران متعلق به بزرگراه همت است.